# Premi d'Honor de les Lletres Catalanes
El Premi d'Honor de les Lletres Catalanes és un reconeixement a la trajectòria intel·lectual atorgat per Òmnium Cultural des de l'any 1969. Segons les bases, "el premi és atorgat a una persona que per la seva obra literària o científica en llengua catalana, i per la importància i exemplaritat de la seva tasca intel·lectual, hagi contribuït de manera notable i continuada a la vida cultural dels Països Catalans".

## Història
El 1968 Josep Benet proposà a la Junta Consultiva d'Òmnium Cultural la creació del Gran Premi de les Lletres Catalanes. Maria Aurèlia Capmany, membre d'aquest òrgan consultiu, va suggerir el nom de Premi d'Honor de les Lletres Catalanes. Després d'un debat, fou proposat el projecte a la Junta Directiva d'Òmnium Cultural, que el va acceptar, el va dotar amb 500.000 pessetes i va encarregar al mateix Benet d'escriure’n les bases. Des de 1969 Òmnium ha atorgat el guardó anualment, i de forma ininterrompuda, a diverses personalitats.
El premi, que a 2020 té una dotació de 20.000 euros, no pot ser repartit entre diferents persones ni pot declarar-se desert. El jurat està format per nou persones d'àmplia representativitat intel·lectual i es renova per terços cada dos anys a proposta de la junta directiva d'Òmnium Cultural.
El lliurament del Premi d'Honor de les Lletres Catalanes té lloc el mes de juny, en el transcurs d'un acte solemne al Palau de la Música Catalana de Barcelona, amb presència de persones de l'àmbit cultural, polític i social del país.

## Guardó
A banda de la dotació econòmica, les persones reconegudes amb el Premi d'Honor de les Lletres Catalanes reben un guardó personalitzat. El 1994, Òmnium Cultural va encarregar a l'escultor Ernest Altés la realització d'un guardó i, en un acte solemne al Palau de la Generalitat, es van lliurar amb caràcter retroactiu els vint-i-cinc guardons als premiats anteriors, o bé als seus hereus. Fins a l'any 2005 el guardó era cada any igual: estava fet de ferro i basalt. Però el 2006, i d'acord amb la renovació de la imatge de l'entitat, es va decidir fer un nou model, tot mantenint l'esperit de l'anterior.
A partir d'aquell any el guardó té una estructura fixa de ferro, basada en les quatre barres, a la que s'hi adjunta el còdol d'algun riu dels territoris de parla catalana: el 2006 va ser del riu Segre, el 2007 del Ter, el 2008 del Llobregat i el 2009 del Francolí. Des del 2010 el còdol té relació amb la persona que rep el premi: el 2010, coincidint amb el guardó a Jaume Cabré, el còdol va ser del riu Pamano, el 2011 (Albert Manent) de la riera de la Mussara, el 2012 (Josep Massot) de la badia de Palma, el 2013 (Josep Maria Benet i Jornet) de la platja de la Barceloneta, el 2014 (Raimon) del riu Alboi, el 2015 (Joan Veny) de la cala de ses Coves a sa Ràpita, el 2016 (Maria Antònia Oliver) de Cala Varques, el 2017 (Isabel-Clara Simó) del riu Serpis al seu pas per Alcoi, el 2018 (Quim Monzó) de la zona de l'antiga illa de Maians a Barcelona, el 2019 (Marta Pessarrodona) de Camden (Londres), el 2020 (Enric Casasses) d'una platja de l'Escala, i el 2021 (Maria Barbal) de Tremp.

## Llista de guardonats
- 1969 – Jordi Rubió i Balaguer. Historiador i bibliòleg. Barcelona, 1887-1982.
- 1970 – Joan Oliver i Sallarès (Pere Quart). Poeta i dramaturg. Sabadell, 1899 – Barcelona, 1986.
- 1971 – Francesc de Borja Moll i Casasnovas. Lingüista i editor. Ciutadella 1903 – Palma, 1991.
- 1972 – Salvador Espriu i Castelló. Poeta, dramaturg i prosista. Santa Coloma de Farners, 1913 – Barcelona, 1985.
- 1973 – Josep Vicenç Foix i Mas. Poeta, prosista i periodista. Sarrià, 1893 – Barcelona, 1986.
- 1974 – Manuel Sanchis i Guarner. Lingüista i historiador. València, 1911-1981.
- 1975 – Joan Fuster i Ortells. Assagista i poeta. Sueca, 1922-1992.
- 1976 – Pau Vila i Dinarès. Geògraf i pedagog. Sabadell, 1881 – Barcelona, 1980.
- 1977 – Miquel Tarradell i Mateu. Arqueòleg i historiador. Barcelona, 1920-1995.
- 1978 – Vicent Andrés Estellés. Poeta, prosista i periodista. Burjassot, 1924 – València, 1993.
- 1979 – Manuel de Pedrolo i Molina. Prosista. L'Aranyó, 1918 – Barcelona, 1990.
- 1980 – Mercè Rodoreda i Gurguí. Prosista, dramaturga i poeta. Barcelona, 1908 – Girona, 1983.
- 1981 – Josep Maria de Casacuberta i Roger. Editor, lingüista i historiador. Barcelona, 1897-1985.
- 1982 – Josep M. Llompart i de la Peña. Poeta, assagista i traductor. Palma, 1925-1993.
- 1983 – Ramon Aramon i Serra. Lingüista. Barcelona, 1907-2000.
- 1984 – Joan Coromines i Vigneaux. Lingüista. Barcelona, 1905 – Pineda de Mar, 1997.
- 1985 – Marià Manent i Cisa. Poeta, prosista, crític literari i traductor. Barcelona, 1898-1988.
- 1986 – Pere Calders i Rossinyol. Prosista i dibuixant. Barcelona, 1912-1994.
- 1987 – Enric Valor i Vives. Lingüista i prosista. Castalla, 1911 – València, 2000.
- 1988 – Xavier Benguerel i Llobet. Poeta, dramaturg, prosista i traductor. Barcelona, 1905-1990.
- 1989 – Marià Villangómez i Llobet. Poeta, prosista, dramaturg i traductor. Ciutat d'Eivissa, 1913-2002.
- 1990 – Miquel Batllori i Munné. Historiador. Barcelona, 1909-2003.
- 1991 – Miquel Martí i Pol. Poeta i traductor. Roda de Ter, 1929-2003.
- 1992 – Joan Triadú i Font. Pedagog, poeta i crític literari. Ribes de Freser, 1921 – Barcelona, 2010.
- 1993 – Tomàs Garcés i Miravet. Poeta. Barcelona, 1901-1993.
- 1994 – Jordi Sarsanedas i Vives. Poeta i prosista. Barcelona, 1924-2006.
- 1995 – Antoni Cayrol (Jordi-Pere Cerdà). Poeta, prosista i dramaturg. Sallagosa, 1920 – Perpinyà, 2011.
- 1996 – Josep Benet i Morell. Historiador i editor. Cervera, 1920 – Sant Cugat del Vallès, 2008.
- 1997 – Avel·lí Artís i Gener (Tísner). Periodista i prosista. Barcelona, 1912-2000.
- 1998 – Joaquim Molas i Batllori. Historiador i crític literari. Barcelona, 1930-2015.
- 1999 – Josep Palau i Fabre. Poeta, prosista i crític d'art. Barcelona, 1917-2008.
- 2000 – Josep Vallverdú i Aixalà. Prosista, poeta, dramaturg, lingüista i pedagog. Lleida, 1923.
- 2001 – Teresa Pàmies i Bertran. Prosista. Balaguer, 1919 – Granada, 2012.
- 2002 – Josep Maria Espinàs i Massip. Prosista, periodista i editor. Barcelona, 1927-2023.
- 2003 – Antoni Maria Badia i Margarit. Lingüista. Barcelona, 1920-2014.
- 2004 – Joan Francesc Mira i Casterà. Prosista, traductor, antropòleg i sociòleg. València, 1939.
- 2005 – Feliu Formosa i Torres. Poeta, traductor i dramaturg. Sabadell, 1934.[4]
- 2006 – Josep Termes i Ardèvol. Historiador. Barcelona, 1936 – Barcelona, 2011.
- 2007 – Baltasar Porcel i Pujol. Prosista, dramaturg, periodista i crític literari. Andratx, 1937 – Barcelona, 2009.
- 2008 – Montserrat Abelló i Soler. Poeta i traductora. Tarragona, 1918 – Barcelona, 2014.
- 2009 – Joan Solà i Cortassa. Lingüista. Bell-lloc d'Urgell, 1940 – Barcelona, 2010.
- 2010 – Jaume Cabré i Fabré. Prosista, guionista i dramaturg. Barcelona, 1947.
- 2011 – Albert Manent i Segimon. Filòleg, historiador i escriptor. Premià de Dalt, 1930 – Barcelona, 2014.
- 2012 – Josep Massot i Muntaner. Filòleg, historiador i editor. Palma, 1941 – Monestir de Montserrat, 2022.[5]
- 2013 – Josep Maria Benet i Jornet. Dramaturg i guionista. Barcelona, 1940 - Lleida, 2020.[6][7][8][9]
- 2014 – Ramon Pelegero i Sanchis (Raimon). Poeta i cantant. Xàtiva, 1940.
- 2015 – Joan Veny i Clar. Lingüista dialectòleg. Campos, 1932.[10]
- 2016 – Maria Antònia Oliver i Cabrer. Novel·lista i traductora. Manacor, 1946 – Sencelles, 2022.[11]
- 2017 – Isabel-Clara Simó i Monllor. Prosista, dramaturga i periodista. Alcoi, 1943 – Barcelona, 2020.[12]
- 2018 – Joaquim Monzó i Gómez (Quim Monzó). Escriptor. Barcelona, 1952.[13][14]
- 2019 – Marta Pessarrodona i Artigues. Escriptora. Terrassa, 1941.
- 2020 – Enric Casasses i Figueres. Poeta i traductor. Barcelona, 1951.[15]
- 2021 – Maria Barbal i Farré. Escriptora. Tremp, 1949.[16]
- 2022 – Antònia Vicens i Picornell. Escriptora. Santanyí, 1941.[17]
- 2023 – Josep Piera i Rubió. Poeta, narrador i traductor. Beniopa, la Safor, 1947.[18]
- 2024 – Albert Jané i Riera. Escriptor, lingüista i traductor, director de la revista Cavall Fort.[19] Pel seu "treball silent i incansable per la llengua catalana".[20]
- 2025 – Pere Lluís i Font. Filòsof i teòleg català, professor universitari d'història i filosofia. Pujalt, Pallars Sobirà, 1934.[21]